# Torrejón de Ardoz
Torrejón de Ardoz este un oraș în Spania
Torrejón de Ardoz este un oraș alcătuit în majoritate de imigranți, mai mult de 75 % fiind ponderea acestora. Este preferat în special de marocani, ecuadorieni și români.

## Clima
| Date climatice pentru Torrejon de Ardoz | Date climatice pentru Torrejon de Ardoz | Date climatice pentru Torrejon de Ardoz | Date climatice pentru Torrejon de Ardoz | Date climatice pentru Torrejon de Ardoz | Date climatice pentru Torrejon de Ardoz | Date climatice pentru Torrejon de Ardoz | Date climatice pentru Torrejon de Ardoz | Date climatice pentru Torrejon de Ardoz | Date climatice pentru Torrejon de Ardoz | Date climatice pentru Torrejon de Ardoz | Date climatice pentru Torrejon de Ardoz | Date climatice pentru Torrejon de Ardoz | Date climatice pentru Torrejon de Ardoz |
| Luna                                    | Ian                                     | Feb                                     | Mar                                     | Apr                                     | Mai                                     | Iun                                     | Iul                                     | Aug                                     | Sep                                     | Oct                                     | Nov                                     | Dec                                     | Anual                                   |
| --------------------------------------- | --------------------------------------- | --------------------------------------- | --------------------------------------- | --------------------------------------- | --------------------------------------- | --------------------------------------- | --------------------------------------- | --------------------------------------- | --------------------------------------- | --------------------------------------- | --------------------------------------- | --------------------------------------- | --------------------------------------- |
| Maxima medie °C (°F)                    | 9 (48)                                  | 11 (51)                                 | 15 (59)                                 | 17 (62)                                 | 23 (73)                                 | 27 (80)                                 | 31 (87)                                 | 31 (87)                                 | 26 (78)                                 | 19 (66)                                 | 12 (53)                                 | 9 (48)                                  | 18,9 (66)                               |
| Minima medie °C (°F)                    | 1 (33)                                  | 1 (33)                                  | 4 (39)                                  | 5 (41)                                  | 9 (48)                                  | 13 (55)                                 | 16 (60)                                 | 15 (59)                                 | 13 (55)                                 | 8 (46)                                  | 3 (37)                                  | 1 (33)                                  | 7,2 (44,9)                              |
| Precipitații mm (inches)                | 38 (1.5)                                | 51 (2)                                  | 30 (1.2)                                | 38 (1.5)                                | 36 (1.4)                                | 25 (1)                                  | 10 (0.4)                                | 10 (0.4)                                | 33 (1.3)                                | 61 (2.4)                                | 71 (2.8)                                | 53 (2.1)                                | 457 (18)                                |
| Sursă: Weatherbase                      |                                         |                                         |                                         |                                         |                                         |                                         |                                         |                                         |                                         |                                         |                                         |                                         |                                         |

## Personalități născute aici
- Glenn Thomas Jacobs (cunoscut ca Kane, n. 1967), wrestler, actor;
- Adrian Salzedo (n. 1991), actor.